# Vitrius insignis
Vitrius insignis är en mossdjursart som först beskrevs av Walter Douglas Hincks 1881.  Vitrius insignis ingår i släktet Vitrius och familjen Lacernidae. Inga underarter finns listade i Catalogue of Life.